# Aglenus nitidicolle
Aglenus nitidicolle és una espècie de coleòpter de la família Salpingidae. Es troba a Puerto Rico.